# Красное Знамя (Смоленская область)
Кра́сное Зна́мя — деревня  в  Смоленской области России,  в Починковском районе. Расположена в южной части области  в 32  км к югу от Починка,  в 10 км к западу от автодороги   А141 Орёл — Витебск и железнодорожной ветки Орёл-Рига.  Население — 188 жителей (2007 год). Административный центр Краснознаменского сельского поселения.

## Достопримечательности
- Скульптура на братской могиле 32 воинов Советской Армии, погибших в 1941 - 1943 гг.